# Fondation en moellons

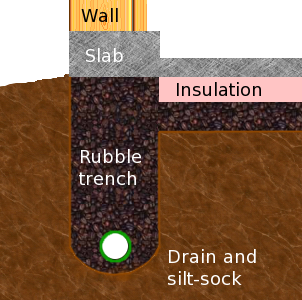
Une vue en coupe d'une fondation en moellons

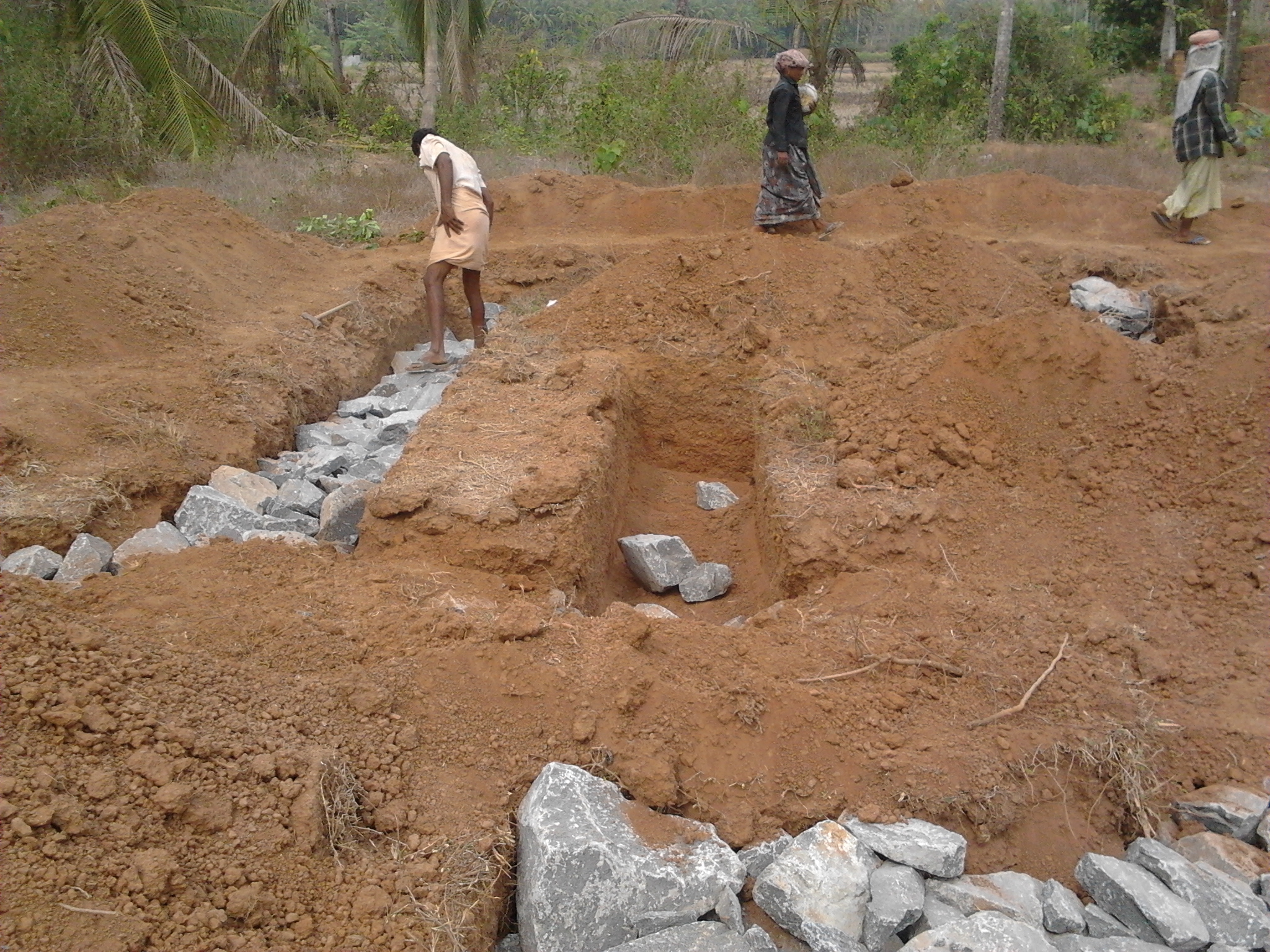
Une fondation en moellons

La fondation en moellons, une ancienne technique de construction popularisée par Frank Lloyd Wright, est un type de fondation qui utilise des pierres ou des gravats pour minimiser l'utilisation de béton et améliorer le drainage des sols. Elle est considérée plus respectueuse de l'environnement que d'autres techniques de construction en raison de la faible quantité d'énergie requise à la fabrication. Cependant, certaines textures de sol ne conviennent pas à ce type de fondation, en particulier les sols expansifs ou peu porteurs (< 1 tonne/m²). Utiliser une fondation en moellons avec une poutre en béton dans une zone sujette à une activité sismique prononcée n'est pas recommandé.
Une fondation doit pouvoir supporter les charges structurelles qui lui sont imposées et permettre un bon drainage des eaux souterraines pour empêcher l'expansion, l'affaiblissement des sols et la géliturbation. Alors que les fondations en béton, beaucoup plus courantes, nécessitent des dimensions spécifiques pour assurer un drainage efficace du sol, la fondation en moellons remplit ces deux fonctions en même temps.
Pour construire une fondation en moellons, une tranchée étroite est creusée sous le seuil du gel. Le fond de la tranchée devrait idéalement être légèrement incliné vers une sortie. Des drains sont ensuite placés au fond de la tranchée sur un lit de galets de rivière protégées par un tissu filtrant. La tranchée est ensuite remplie de pierre tamisée (généralement 1-1/2") ou de gravats recyclés. Une poutre en béton armé peut être coulée à la surface afin de fournir une garde au sol à la structure.
Si une dalle isolante devrait être coulée dans la poutre en béton, la surface extérieure de cette dernière et la tranchée devront être isolées avec des plaques de polystyrène extrudé rigide, qui devra être résistante aux dégâts physiques et liés aux UV.
La fondation en moellons est une alternative relativement simple, peu coûteuse et respectueuse de l'environnement à une fondation conventionnelle, mais peut nécessiter l'approbation d'un ingénieur si les responsables du bâtiment ne la connaissent pas. Frank Lloyd Wright les a utilisés avec succès pendant plus de 50 ans dans la première moitié du XXe siècle.